# Adam Neumann
Adam Neumann, in ebraico אדם נוימן‎? (Tel Aviv, 25 aprile 1979), è un imprenditore, finanziere e miliardario israeliano naturalizzato statunitense co-fondatore nel 2010 di WeWork insieme a Miguel McKelvey. Ha ricoperto il ruolo di CEO per nove anni, dal 2010 al 2019.  Nel 2019, ha co-fondato un family office denominato 166 2nd Financial Services con sua moglie, Rebekah Neumann, per gestire il proprio patrimonio personale, investendo oltre un miliardo di dollari nel settore immobiliare  e in start-up di venture capital. A seguito della crescente pressione da parte degli investitori sulla base delle informazioni fornite in una presentazione di un'offerta pubblica, Neumann si è dimesso dalla carica di CEO di WeWork e ha ceduto il controllo di maggioranza a partire dal 26 settembre 2019. Forbes ha stimato che il suo patrimonio netto fosse di circa 2,2 miliardi di dollari a maggio 2023.
È stato uno dei produttori esecutivi di I Origins, film di fantascienza del 2014.

## Biografia
Neumann è nato e cresciuto a Beersheba, in Israele. I suoi genitori divorziarono quando aveva sette anni e all'età di 22 anni viveva in 13 case diverse.  Sua sorella minore, Adi Neumann, è una modella ed ex Miss Teen Israel. Dislessico, non riusciva a leggere né a scrivere fino a quando non è stato in terza elementare.
Da adolescente viveva in un kibbutz nel sud di Israele. È stato ufficiale junior nella Marina israeliana. Ha parlato dell'osservanza dello Shabbat con la sua famiglia ogni settimana  e del ruolo che l'ebraismo ha svolto nella sua crescita personale e professionale. Ha frequentato la Zicklin School of Business presso il Baruch College di New York City.

## Carriera aziendale
Prima di creare WeWork, Neumann ha fondato un'azienda di abbigliamento per bambini, Krawlers.  Neumann e Miguel McKelvey hanno iniziato a lavorare insieme, dopo essersi incontrati tramite un amico comune, su Green Desk nel 2008, un'azienda di spazi di lavoro condivisi incentrata sulla sostenibilità, il precursore di WeWork. La coppia ha poi venduto la propria partecipazione in Green Desk e, utilizzando i fondi insieme a un investimento di 15 milioni di dollari da parte dello sviluppatore immobiliare di Brooklyn Joel Schreiber per una partecipazione del 33% nella società,  hanno fondato WeWork nel 2010. Neumann ha dichiarato che con WeWork intendeva replicare il sentimento di unione e appartenenza che provava in Israele e che secondo lui mancava in Occidente. 

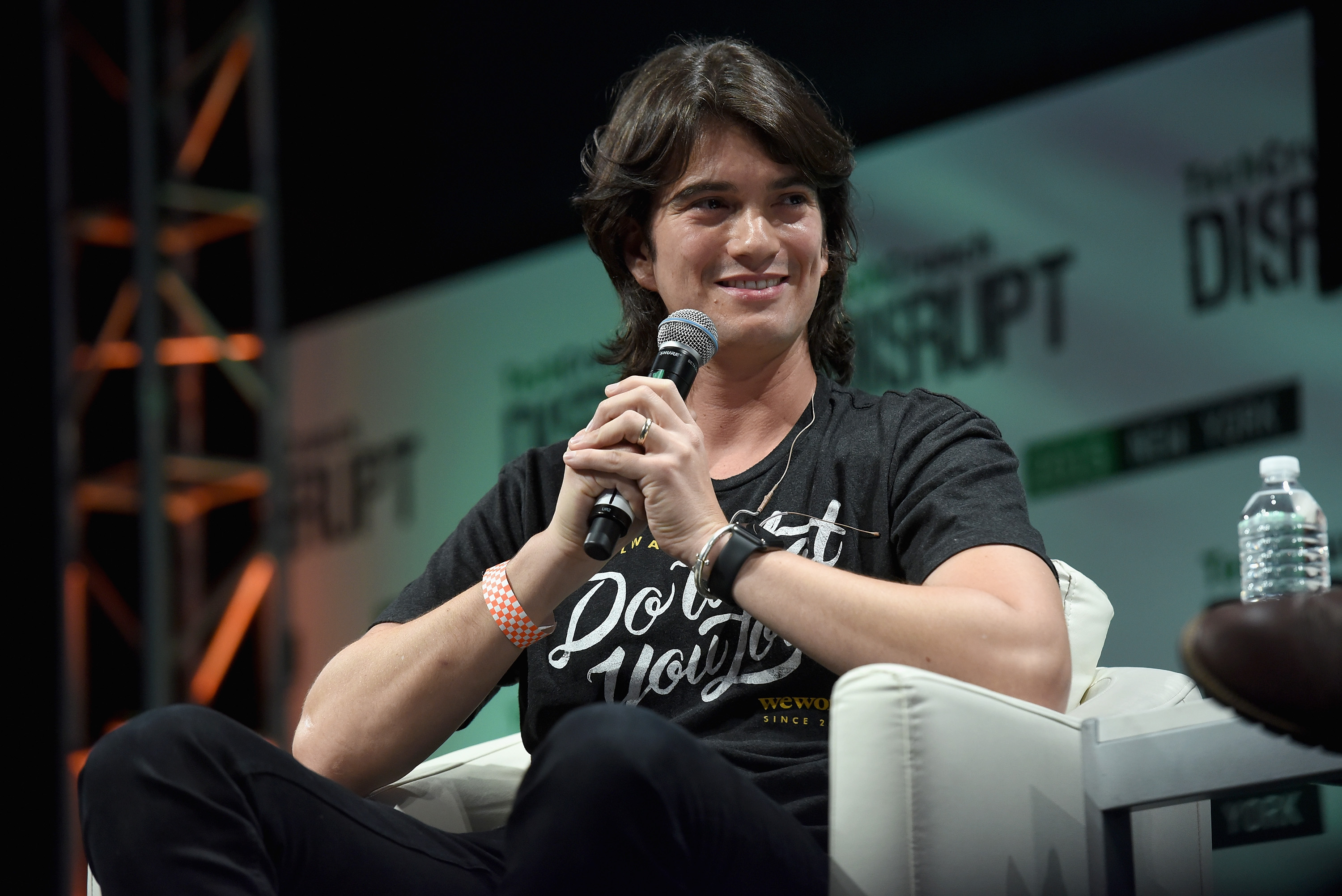
Adam Neumann parla al TechCrunch, 2015

Secondo il Wall Street Journal, Neumann ha noleggiato un Gulfstream G650 per un viaggio dagli Stati Uniti a Israele durante l'estate del 2018. Neumann e i suoi amici hanno trascorso gran parte del volo fumando marijuana. Dopo l'atterraggio in Israele, l'equipaggio di volo ha trovato una scatola di cereali piena di marijuana e ha segnalato il fatto al proprietario dell'aereo. Temendo un incidente di traffico di marijuana, il proprietario dell'aereo ha ordinato il suo ritorno negli Stati Uniti. Neumann e i suoi amici hanno dovuto prenotare un volo di ritorno separato.
Il 22 settembre 2019, ha riferito The Wall Street Journal, vari direttori di WeWork stavano progettando di chiedere a Neumann di dimettersi dalla carica di CEO, dopo "una settimana tumultuosa in cui il suo comportamento eccentrico e l'uso di droghe sono venuti alla luce" prima di una IPO pianificata. Il Wall Street Journal ha scritto che aveva prelevato 700 milioni di dollari da WeWork prima dell'IPO, tra gli altri dettagli, e "minato la sua posizione" all'interno dell'azienda. Neumann ha anche ordinato a We Holdings LLC (una società gestita da Neumann e McKelvey) di risolvere la transazione di 5,9 milioni di dollari in azioni che la società ha pagato in cambio dei marchi "We". Il 24 settembre 2019 si è dimesso e Artie Minson e Sebastian Gunningham sono stati nominati successori.
Nell'ottobre 2019, il Wall Street Journal ha riferito che Neumann avrebbe ricevuto quasi 1,7 miliardi di dollari dall'azionista SoftBank per essersi dimesso dal consiglio di amministrazione di WeWork e aver reciso la maggior parte dei suoi legami con l'azienda.  Settimane dopo, gli azionisti di minoranza hanno intentato una causa contro Neumann e altri funzionari di WeWork per violazione dei doveri fiduciari. Il 24 febbraio 2021, il Wall Street Journal ha raccontato che Neumann aveva ricevuto circa 130 milioni di dollari dei 185 milioni di dollari in compensi di consulenza concordati per essere pagati da SoftBank prima che SoftBank cessasse di effettuargli il resto dei pagamenti. Il 27 maggio 2021, il Wall Street Journal ha riportato i termini di un pacchetto di buonuscita rinegoziato tra Neumann e SoftBank, in sostituzione di quello dell'ottobre 2019.  Tra l'altro, Neumann ha ricevuto 106 milioni di dollari in contanti oltre ai 92,5 dollari milioni di dollari in compensi di consulenza precedentemente ricevuti (in contrasto con la cifra di 130 milioni di dollari riportata dal WSJ il 24 febbraio 2021, per compensi di consulenza precedentemente ricevuti da SoftBank), di cui circa 50 milioni di dollari per pagare le sue spese legali. Il pacchetto di transazione rinegoziato inoltre "gli ha permesso di rifinanziare 432 milioni di dollari di debito a condizioni favorevoli e ha consentito a un'entità controllata dal signor Neumann di vendere 578 milioni di dollari in azioni WeWork". Il Wall Street Journal ha anche riferito che Neumann aveva ricevuto un nuovo premio azionario WeWork di "circa 245 milioni di dollari", ma "se il prezzo [di WeWork] scende al di sotto di $ 10 [per azione], il signor Neumann non è idoneo a ricevere il premio azionario". La documentazione relativa alla divulgazione dei titoli di maggio 2021 è stata effettuata "mentre WeWork completa una fusione con BowX Acquisition, una società di acquisizione per scopi speciali".
Nel gennaio 2021 Neumann ha incaricato Tom Clare, il principale avvocato specializzato in diffamazione, di difendere la sua reputazione.
Il 12 aprile 2020, Forbes ha elencato il suo patrimonio netto a 750 milioni di dollari, essendo uscito dall'elenco dei miliardari di Forbes di quell'anno. In seguito all'operazione di WeWork per diventare una società per azioni nel 2021, Bloomberg Billionaires Index ha stimato il suo patrimonio netto a 2,3 miliardi di dollari. È tornato nell'elenco dei miliardari di Forbes nel 2022. A maggio 2023 il suo patrimonio netto è quotato a 2,2 miliardi di dollari.
A partire da marzo 2022, Neumann ha spostato l'attenzione sugli investimenti immobiliari a Miami. In agosto, è stato annunciato che la società Andreessen Horowitz aveva investito nella nuova società immobiliare residenziale di Neumann, Flow. Al momento dell'annuncio, la società ha dichiarato che il suo lancio previsto era nel 2023. Marc Andreessen, uno dei fondatori di Andreessen Horowitz, ha segnalato in una nota che Flow potrebbe compiere sforzi per creare più equità nel settore immobiliare aiutando gli affittuari a diventare proprietari dell’unità che stanno affittando.  Andreessen è stato esplicito riguardo alle disuguaglianze del mercato immobiliare negli Stati Uniti e alla sua convinzione nella necessità di costruire più alloggi, ma l'annuncio del suo investimento in Flow è arrivato meno di due settimane dopo la notizia che si opponeva fermamente a un'edilizia multifamiliare nel suo quartiere.

## Vita privata
Neumann ha sposato Rebekah Neumann nel 2008. Vive nel quartiere Greenwich Village di New York con la moglie e i loro sei figli.

## Televisione
- WeWork: Or the Making and Breaking of a $47 Billion Unicorn, documentario del 2021 in onda su Hulu.
- WeCrashed, miniserie televisiva del 2022, dove Adam Neumann viene interpretato da Jared Leto.